# Кров

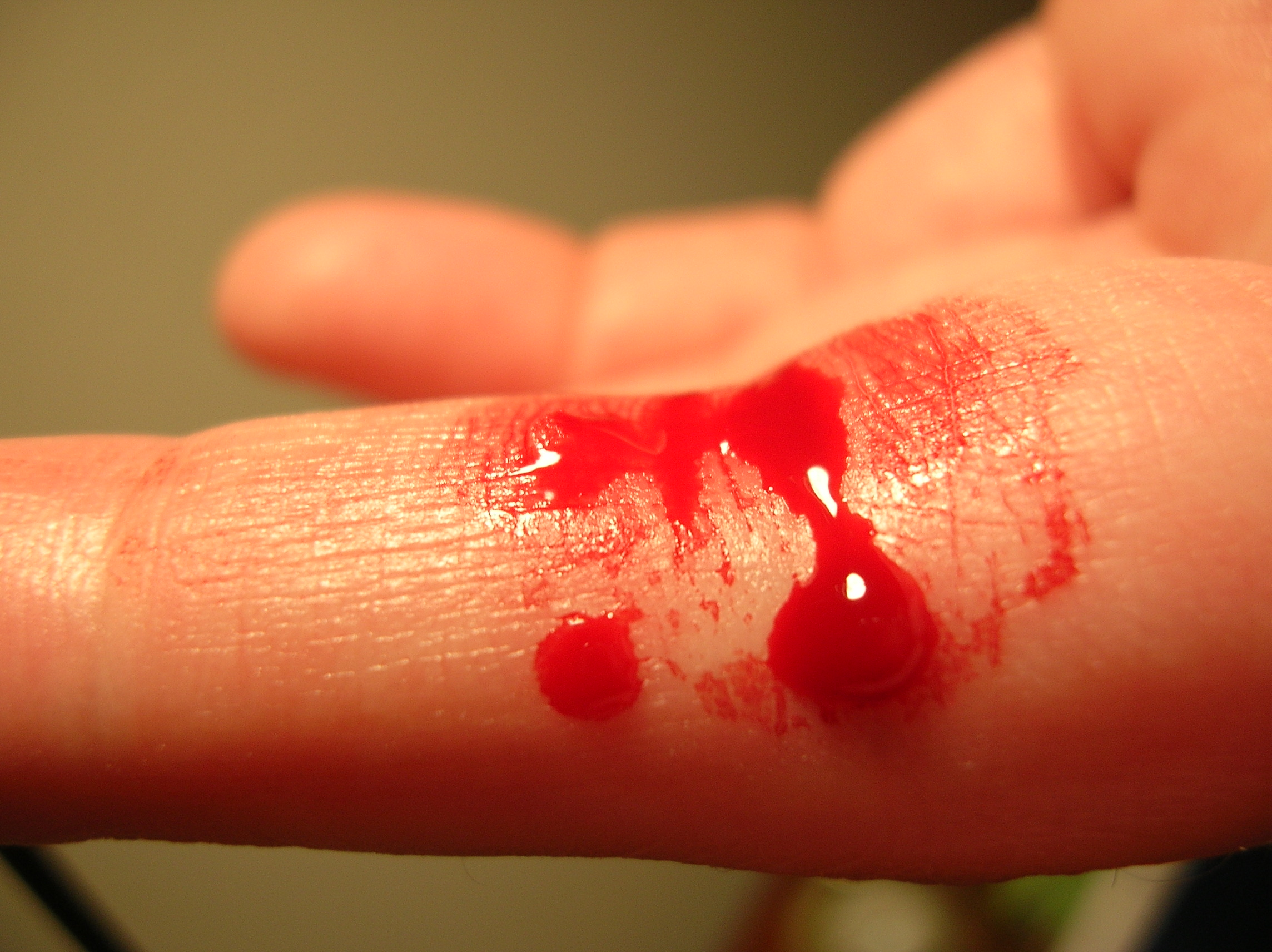
Кровотеча з вказівного пальця руки

Кров — рідка сполучна тканина організму людей та тварин, яка виконує важливі функції в забезпеченні його життєдіяльності. Кров складається з рідкої частини плазми та різноманітних клітин. Вона циркулює системою судин (хребетні та частина безхребетних тварин) під дією сили ритмічних скорочень серця або судини, що його заміщує.
Кров людини складається з рідкої частини плазми, та «форменних» елементів: клітин лейкоцитів, еритроцитів, тромбоцитів. Вона циркулює системою судин під дією сили ритмічних скорочень серця і безпосередньо з іншими тканинами тіла не контактує через наявність гематопаренхіматозних бар'єрів. У всіх хребетних кров має зазвичай червоний колір (від блідо- до темно-червоного), яким вона зобов'язана гемоглобіну, який міститься в еритроцитах. У деяких молюсків і членистоногих кров має блакитний колір завдяки гемоціаніну. Є або венозною (темного відтінку) або артеріальною (червоною).

## Загальні відомості
Разом з лімфою і тканинною рідиною кров є внутрішнім середовищем організму. Вона виконує в організмі багато важливих функцій. Основною з них є перенесення газів, тобто кисню, від легень до тканин і вуглекислого газу (CO2) — від тканин до органів дихання. Кров, яка збагатилась в органах дихання на O2, називається артеріальною, а кров, яка віддала O2 тканинам і забрала з них CO2 — венозною (див. Газообмін, Дихання). Здатність крові зв'язувати O2 і віддавати його тканинам зумовлена наявністю в ній пігментів (гемоглобіну, хлорокруорину, гемеритрину).
Крім того, кров переносить поживні речовини від шлунково-кишкового тракту до тканин; вимиває кінцеві продукти обміну речовин із тканин і переносить їх до органів виділення (нирки, шкіра); переносить біологічно активні речовини (гормони, вітаміни, ферменти тощо); у теплокровних тварин і людини бере участь у терморегуляції; захищає організм від мікроорганізмів і чужорідних тіл (див. Фагоцитоз, Імунітет).
Кров бере участь у регуляції водно-сольового обміну та кислотно-лужної рівноваги. Важливою властивістю крові є здатність до її згортання, що забезпечує швидке припинення кровотечі.
Кількість крові у безхребетних тварин у відношенні до маси тіла коливається від 20 до 60 %, у хребетних — від 1,7 до 10 %, у людини — близько 7 %. У медицині існує особливе поняття, яке стосується кількості крові в організмі — об'єм крові, який циркулює (абревіатура — ОЦК). Вивченням крові займається гематологія.
За гострої крововтрати в організмі може виникати геморагічний шок. За такого стану, відбувається «мобілізація» усіх органів і систем, щоб забезпечити життєдіяльність в цих умовах. Головним пусковим моментом у ланцюзі патогенетичних зрушень при крововтраті є зменшення ОЦК (гіповолемія). Гостра гіповолемія є потужним стресом для організму. Саме вона запускає нейровегетативні та ендокринні реакції, наслідком яких є зміни в основних системах життєзабезпечення організму: центральної гемодинаміки, мікроциркуляції, зовнішнього дихання, морфологічного складу крові, системах забезпечення загального та тканинного метаболізму, загальної неспецифічної реактивності організму (імуногенезу).

## Функції крові

### Дихальна
Гемоглобін еритроцитів, приєднуючи кисень, розносить його до усіх органів і тканин, забираючи вуглекислий газ. Ця функція крові є найбільш важливою, через те, що в організмі не існує запасів кисню. Саме через дефіцит кисню наступає смерть у разі втрати великої кількості крові.
Кров здатна виконувати цю функцію завдяки великій кількості гемоглобіну в ній. Гемоглобін людини — залізовмісний білок, який здатен приєднувати до себе кисень (у формі оксігемоглобіну) і вуглекислий газ (у формі карбогемоглобіну) та віддавати його. У нормі, в літрі крові людини міститься 130—170 грамів гемоглобіну, кожен грам якого може зв'язувати 1,34 мл кисню. Також, невелика кількість кисню розчинена безпосередньо в плазмі, але в нормі ця кількість становить лише кілька мл на літр плазми. У нормі, різниця у рівні кисню між артеріальною і венозною кров'ю становить 5 мл на 100 мл крові, таким чином в стані спокою організм отримує з кров'ю 200—240 мл кисню. Також гемоглобін переносить вуглекислий газ. Втім, розчинність вуглекислого газу у плазмі в кілька десятків разів більша, ніж в гемоглобіні, тому цим каналом транспорту не варто нехтувати.
У інших видів тварин функції гемоглобіну можуть виконувати інші білки: гемоціанін у молюсків, хлорокруарін у багатощетинкових червів, гемеритрин у кільчастих червів і брахіопод, гемованадін в асцидій і покривників.
Насичення крові киснем відбувається у капілярах легенів, а вуглекислим газом — у тканинних капілярах. Спорідненість гемоглобіну до кисню знижується у середовищі зі зниженим pH і підвищеною температурою, а саме такі умови існують у тканинних капілярах.

### Транспортна
Транспортні функції крові можна розділити на поживні, видільні і регуляторні:
1. Поживні: кров розносить по тілу поживні речовини від кишок або з місць їх накопичення (глюкозу з печінки). Завдяки цій функції кров відносять до трофічних тканин. Найбільшою фракцією поживних речовин у крові є ліпіди, проте їхня концентрація дуже коливається, і сильно зростає після вживання жирних продуктів.[4]
2. Видільні, або екскреторні функції полягають у видаленні з клітин та тканин організму кінцевих продуктів обміну речовин, а також токсичних речовин, під час потрапляння їх в організм, або утворенні під час біотрансформації ксенобіотиків. Надалі, ці речовини фільтруються і утилізуються у нирках і печінці або виводяться через кишку і шкіру.
3. Регуляторні функції: кров розносить по організмі фізіологічно активні речовини, які регулюють та об'єднують діяльність різних органів та систем, тобто здійснює гуморальну регуляцію функцій організму.

Речовини, які переносяться, розчинені безпосередньо в плазмі крові. Серед важливих шляхів перенесення можна назвати:
- Транспорт продуктів травлення (моносахаридів, амінокислот, жирних кислот, вітамінів та мікроелементів) від кишки до різних органів (в першу чергу, печінки)
- Транспорт глюкози з печінки до м'язів
- Транспорт молочної кислоти від м'язів до печінки (цей і попередній пункт формують цикл Корі)
- Транспорт ліпопротеїнів від печінки до адипоцитів
- Транспорт жирних кислот та гліцерину від жирової тканини до різних органів.[5]
- Транспорт сечовини (або сечової кислоти), що утворюється в печінці під час переробки аміаку, який утворюється під час дезамінування амінокислот, до нирок
- Транспорт білірубіну, який утворюється в крові під час розпаду гемоглобіну, до печінки і нирок
- Транспорт гормонів і ферментів від залоз до тканин організму

### Захисні функції

#### Гуморальний та клітинний імунітет
Різні групи лейкоцитів проводять різноманітні заходи, які покликані боротися з чужорідними загрозами:
- Фагоцитоз — лейкоцити здатні поглинати чужорідні організми у прямому контакті. Розрізняють мікрофагію і макрофагію, залежно від розмірів поглинених організмів.
- Імунітет — плазматичні клітини можуть виробляти специфічні до конкретного збудника хвороби або токсину молекули (антитіла), які, приєднуючись до активних центрів небезпечного об'єкта, нейтралізує його. Також антитіла є сигналом для інших лейкоцитів для поглинання мічених клітин.
- Знищення пошкоджених клітин організму — T-кілери знищують клітини, що були інфіковані вірусом або зазнали злоякісних змін. Цей механізм є надзвичайно важливий для запобігання онкологічних захворювань.

#### Коагуляція
Здатність крові до згортання, внаслідок чого припиняється кровотеча.
Сам цей процес проходить в три етапи.
1. Перший, найдовший етап, полягає у накопичені біля місця майбутнього утворення тромбу білка тромбопластину. Він виділяється при пошкодженні мембран клітин майже будь-яких тканин, а також приноситься тромбоцитами.
2. На другому етапі, під дією тромбопластину, протромбін, який розчинений в плазмі крові, перетворюється на тромбін.
3. Під час третього етапу, під дією тромбіну, розчинений у плазмі фібріноген перетворюється на нерозчинний фібрин. Молекули цього білку мають вигляд довгих волокон, тому він стає основою для майбутнього тромбу. З фібрінових волокон утворюється фібріновий згусток, що, ніби сітка вловлює еритроцити, і набуває маси. На фінальному етапі, зі згустку видавлюється рідина, в результаті чого він ущільнюється і перекриває ток крові.

Загалом, у крові містяться принаймні 15 білків, які так чи інакше причетні до зсідання крові. Окрім зазначених, решта займається тонкою регуляцією цього процесу та запобігає внутрішньосудинному згортанню.

### Гомеостатичні функції
Підтримання динамічної сталості внутрішнього середовища організму (гомеостазу) досягається завдяки тому, що кров, омиваючи усі органи і тканини, здатна нормалізувати склад внутрішнього середовища під контролем нервової системи.

#### Терморегуляторна функція
Збереження сталості температури тіла. Ця функція здійснюється за рахунок великої теплоємності води, що складає більшу частину маси крові. Рівномірно розподіляючись в організмі, кров створює умови або для тепловіддачі (посилюючи рух крові в капілярах шкіри), або для збереження тепла (розширюючи судини внутрішніх органів).

#### Буферні системи крові
У нормі, кислотність крові складає 7,36, тобто вона є слаболужною. Для підтримки цього рівня, кров має кілька буферних систем — сумішей кислот і солей, які здатні нейтралізувати як кислоти, так і луги, що додаються у розчин (звісно, лише в деякому діапазоні).
- Бікарбонатна буферна система — складається з вугільної кислоти та бікарбонатів калію і натрію. Здатна ефективно зв'язувати основи. Кількість бікарбонатів у крові називається лужним резервом крові.
- Буферна система гемоглобіну — складається з гемоглобін-кислоти HHb і калієвої солі гемоглобіну.[7]
- Фосфатна буферна система — складається з гідрофосфата і дігідрофосфата натрію.[8]

Також у підтриманні кислотно-основного балансу беруть участь легені: підвищуючи або знижуючи рівень виводу вуглекислого газу, вони впливають на рівень вугільної кислоти у крові.
Нирки здатні фільтрувати як кислі, так і лужні фракції крові.
Порушення роботи цих механізмів приводить до специфічних змін крові: ацидоз, у випадку підвищення кислотности або алкалоз у випадку надмірного її зниження.

## Склад крові
Кров містить плазму і форменні елементи (клітини), яких у хребетних тварин і людини є 3 групи, еритроцити, тромбоцити і лейкоцити. Відносна сталість кількости формених елементів крові регулюється нейрогуморальними механізмами. При різних патологічних станах організму можуть виникати зміни в крові, дослідження яких має велике діагностичне значення.

### Плазма крові
Являє собою приблизно 55 % крові. Загальна кількість плазми у дорослої людини — 2,7-3 літри. Сама плазма на 92 % містить воду, і на 8 % — розчинені у воді специфічні білки плазми. Також у плазмі містяться у невеликій кількості глюкоза, жирні кислоти, амінокислоти, сечовина, молочна кислота, кисень і вуглекислий газ.

#### Білки плазми крові
При розділенні електрофорезом білки плазми поділяються на альбуміни, α1-глобуліни, α2-глобуліни, β-глобуліни і γ-глобуліни. Загалом, у плазмі крові присутні близько 100 видів білків. Білки плазми переважно синтезуються в печінці та, меншою мірою, в ретикулярних клітинах кісткового мозку (деякі імуноглобуліни)
Білки плазми виконують такі функції:
- Регуляція в'язкості крові
- Підтримка осмотичного тиску
- Транспорт важкорозчинних у воді низькомолекулярних сполук: жирів, металів, вітамінів, гормонів
- Регуляція pH у ролі однієї з буферних систем
- Участь у згортанні крові
- Підтримка імунітету
- Резерв амінокислот

### Червоні кров'яні тільця

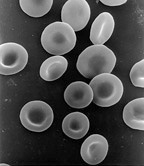
Червоні кров'яні тільця — еритроцити

Еритроцити — найчисленніші з формених елементів. Зрілі еритроцити не мають ядра і виглядають як двоввігнуті диски. Циркулюють 120 днів і руйнуються в печінці й селезінці. В еритроцитах міститься білок із іонами заліза — гемоглобін, який забезпечує головну функцію еритроцитів — транспорт газів, у першу чергу — кисню. Саме гемоглобін надає крові червоне забарвлення. У легенях гемоглобін зв'язує кисень, перетворюючись на оксигемоглобін, він має світло-червоне забарвлення. У тканинах кисень звільняється із зв'язку, знову утворюється гемоглобін, і кров темніє. Крім кисню, гемоглобін у формі карбогемоглобіну переносить з тканин у легені і невелику кількість вуглекислого газу.
Еритроцити в кров'яному руслі є носіями групових властивостей.

### Кров'яні пластинки
Тромбоцити — обмежені клітинною мембраною фрагменти цитоплазми гігантських клітин кісткового мозку мегакаріоцитів. Спільно з білками плазми крові (наприклад, фібриногеном) вони забезпечують згортання крові, яка витікає з пошкодженої судини, приводячи до зупинки кровотечі, і тим самим захищають організм від небезпечної для життя крововтрати.

### Білі клітини крові
Лейкоцити є частиною імунної системи організму. Всі вони здатні до виходу за межі кров'яного русла в тканини. Головна функція лейкоцитів — захист. Вони беруть участь в імунних реакціях, виділяючи при цьому Т-клітини, які розпізнають віруси та різноманітні шкідливі речовини; В-клітини, які виробляють антитіла, макрофаги, які знищують ці речовини. За норми лейкоцитів у крові набагато менше, ніж інших формених елементів.

## Утворення і руйнування клітин крові
Кров належить до швидко оновлюваних тканин. Фізіологічна регенерація формених елементів крові здійснюється завдяки руйнуванню старих клітин і утворення нових органами кровотворення. Головним з них у людини та інших ссавців є кістковий мозок. У людини червоний або кровотворний кістковий мозок розташований в основному в тазових кістках і в довгих трубчастих кістках. Основним фільтром крові є селезінка (червона пульпа), що здійснює в тому числі і імунологічний її контроль (біла пульпа).
Орієнтовний час життя еритроцитів крові людини — 120 днів. Старі еритроцити потрапляють у печінку, де відбувається процес руйнування або розбору на дрібніші структури, частина з яких повторно застосовується в організмі.

## Групи крові
У людини відомо близько тридцяти систем груп крові, серед яких найважливішими є система AB0 та система Rh.
За системою AB0 є два основні білки еритроцитів (гемаглютиногени), позначаються літерами А і В (латинський алфавіт), та два додаткові білки плазми (гемаглютиніни) — Альфа та Бета (грецький алфавіт). Відсутність гемаглютиногенів позначають цифрою «0». За їхньою наявністю чи відсутністю визначають чотири групи крові:
- без аглютиногенів та з обома аглютинінами — (0) відома також як I;
- тільки з аглютиногенами А та з аглютиніном бета — (А) відома також як II;
- тільки з аглютиногенами В та з аглютиніном альфа — (В) відома також як III;
- з обома аглютиногенами та без аглютинінів — (АВ) відома також як IV.

Аглютиніни є антитілами, які спричиняють аглютинацію (злипання). Якщо в кровотік потрапляють еритроцити з тим же типом аглютиногену, що й аглютинін у плазмі, білки плазми починають атакувати чужорідні клітини, і змушують їх злипатися, що несе небезпеку утворення тромбів. Через це дуже важливою є перевірка групи крові перед її переливанням.
Кожна з цих груп може містити або не містити ще один білок еритроцитів — резус-фактор (Rh). Говорять про позитивний резус-фактор у разі, якщо цей білок є, і про негативний — якщо його немає. Близько 85 % людей мають позитивний резус-фактор.
Серед інших систем груп крові можна відмітити систему Келл, систему Кідд і систему Даффі.

## Хвороби крові
Через велику кількість функцій, які виконує кров, різноманітних порушень цих функцій також дуже багато. Серед них можна виділити такі групи:
- Гемоглобінопатії: порушення структури гемоглобіну, через що він не може нормально виконувати свою роботу. Зазвичай такі хвороби мають генетичні причини, наприклад, серпоподібноклітинна анемія.
- Анемії: хвороби, пов'язані із занадто високим рівнем руйнування еритроцитів (наприклад, гемолітична анемія), замалим рівнем їх утворення (перніціозна анемія), зниження вмісту гемоглобіну в них (залізодефіцитна анемія), аутоімунними атаками на еритроцити (Аутоімунна гемолітична анемія), порушення розвитку червоних кров'яних тілець (спадковий сфероцитоз[14]).
- Алейкії — хвороби, спричинені зниженням числа білих кров'яних тілець у крові. Дефіцит різних видів лейкоцитів зумовлює різні захворювання, наприклад, нейтропенія при дефіциті нейтрофілів, тощо.
- Тромбоцитопенії — хвороби, які супроводжуються зниженням числа тромбоцитів у крові. Може бути спричинені як аутоімунними чинниками, наприклад, хвороба Верльгофа або синдром Мошковіца, так і зовнішніми факторами, наприклад, гепарин-індукована тромбоцитопенія.
- Мієлопроліферативні захворювання:[15] порушення роботи кісткового мозку, при яких кількість клітин крові деяких видів підвищується надмірно.
- Коагулопатії: порушення зсідання крові. Можуть проявлятися як у формі надмірного зсідання, наприклад, ДВЗ-синдром, так і навпаки, недостатнього зсідання, наприклад, гемофілія. Спричинюютьтя як порушенням кількості тромбоцитів у крові, так і відсутністю, або навпаки надмірною присутністю деяких із факторів зсідання крові.
- Гемобластози: онкологічні захворювання, які уражають кістковий мозок (лейкози спричиняють зміну складу крові у сторону збільшення частки лейкоцитів), або лімфоїдну тканину (лімфогранулематоз).
- Гемохроматоз — спричинений підвищенням вмісту заліза в крові.
- Моноклональна гаммапатія — клас захворювань, при яких відбувається патологічна секреція імуноглобулінів, що мають нетипову структуру або формулу. «Неправильні» білки, розповсюджуючись по організму, порушують роботу інших органів.

## Нормальні показники периферичної крові людини

### У новонароджених
Hb — 180—211 г/л, 90 % — фетальний гемоглобін; 

еритроцити — 5-7·1012 /л;

колірний показник — >= 1;

лейкоцити — 10-30·109 /л;

гематокрит — 55 %;

ШОЕ — 1,5-8 мм/год.;

### У дорослих
Hb — чоловіки — 135—160 г/л, жінки — 120—140 г/л;

еритроцити — чоловіки 4,5-5,5·1012 /л, жінки 3,9-4,5*1012 /л;

колірний показник — >= 0,8-1;

лейкоцити — 6-9·109 /л;

гематокрит — 40-45 %;

ШОЕ — 6-14 мм/год.;

### У дітей та підлітків
Гемоглобін: чоловіки 130,0-160,0г/л

жінки 120,0-140 г/л
Еритроцити: чоловіки 4,0-5,0 Т/л

жінки 3,9-4,7 Т/л
Колірний показник:0,85-1,15

Ретикулоцити: 0,2-1,20 /л

Лейкоцити: 4,0-9,0 г/л

Тромбоцити: 180,0-320,0 г/л

ШОЕ: чоловіки 1-10 мм/год

жінки 2-15 мм/год
Лімфоцити: 19,0-37,0 %

Еозинофіли: 0,5-5,0 %

Базофіли: 0-1,0 %

Моноцити: 3,0-11,0 %

MCHC: 30-38 г/дл

RDW: 11,5-14,5 %

MCH: 24-34 пікограм

MCV: 75-95 фемалітр

Паличко-ядерні: 3-6 %

Сегменто-ядерні: 51-67 %

Лімфоцити: 23-40 %

Моноцити: 4-8 %

Базофільнії гранулоцити: 0,25-1 %

Еозифільні гранулоцити: 2-4 %

## Цікаві факти
Під час японсько-корейської війни 1592–1598 років корейський генерал Квак Чеу носив червоний одяг, пофарбований менструальною кров'ю незайманих дівчат. Генерал вірив, що темна жіноча енергія інь перетворювала його одяг у обладунок, недоступний для японської вогнепальної зброї — уособлення чоловічої енергії ян.